# Palatini

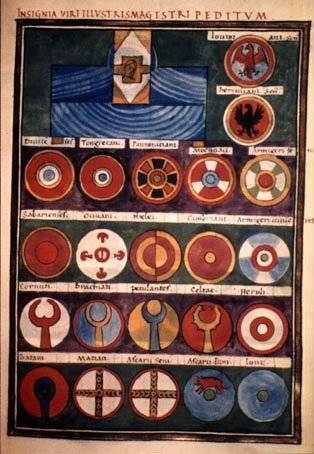
Însemnele unităţilor palatinae (de palatini) de sub comanda unui magister militum (peditum) pe prefectura pretoriană a Italiei. (Notitia Dignitatum)

Scut model al Palatinilor, gărzi imperiale, potrivit documentului Notitia Dignitatum.

Palatini (în traducere liberă din limba latină trupele palatului) erau regimente de elită ale armatei romane târzii în cea mai mare parte atașate la praesentales Comitatus sau în armata de escortă imperială. În ierarhia elaborată a gradelor militare, palatinii se clasau sub scholares (membrii ai regimentelor de cavalerie de elită numite scholae), dar aveau rang superior față de comitatenses (regimente de Comitatus regionale) și față de limitanei (trupele de frontieră). 
Termenul provine din palatium ( palat) ca o trimitere la faptul că inițial au servit numai în regimentele armatei de escortă imperială. Mai târziu au fost încorporați și în armatele regionale Comitatus (armatele mobile de câmp) în care au continuat să se bucure de statutul lor înalt și să primească solde mai mari decât restul regimentelor de Comitatus. În documentul Notitia Dignitatum este scris că în 395 în Imperiul Roman de Răsărit) 80% din regimentele estice de  comitatus praesentales erau clasificate palatini și 14% dintre aceștia în comitatus regionale.
Palatinii au fost creați de către Constantin I după ce a desființat Garda Pretoriană în anul 312 și inițial cuprindea foștii pretorieni. La fel ca toate regimentele de comitatus,  regimentele de cavalerie formate din palatini au fost numite vexillationes (de la vexillum = "tip militar standard") și regimente de infanterie au fost numite fie legiones sau auxilia.
Vexillationes palatinae se crede că erau formate din 400-600 de oameni, legiones palatinae 800-1.200 și auxilia palatina între 800-1.000 sau 400-600 de oameni. 